# Aeroportul Cuyahoga County
Aeroportul Cuyahoga County (IATA: CGF, ICAO: KCGF, FAA LID: CGF) este un aeroport din Highland Heights⁠(d), Comitatul Campbell, Kentucky, Kentucky, Statele Unite ale Americii ce deservește zona Cleveland. Aeroportul a fost tranzitat în 2019 de 308 pasageri.
Situat la o altitudine de 268 m, aeroportul dispune de 1 pistă.

## Infrastructură

### Piste
Aeroportul dispune de o singură pistă. Pista 06/24 are suprafața de asfalt și dimensiunile 5.102 picioare × 100 picioare. 